# Річард Баркер (тенісист)
Річард Баркер (англ. Richard Barker; нар. 21 березня 1981) — колишній британський тенісист.
Завершив кар'єру 2005 року.

## Титули на челленджерах

### Парний розряд: (1)
| Ранг | Рік  | Турнір            | Покриття | Партнер           | Суперники              | Рахунок          |
| ---- | ---- | ----------------- | -------- | ----------------- | ---------------------- | ---------------- |
| 1.   | 2005 | Форест-Гіллс, США | Трава    | Гантлі Монтґомері | Рік де Вуст Натан Гілі | 3–6, 7–5, 7–6(6) |